# Stadskassör
Stadskassör var förr i Sverige den av vederbörlig kommunal myndighet i städerna antagna tjänsteman, som förestod stadens centrala kassa och sålunda skötte dess in- och utbetalningar. Under det att i de mindre städerna denna syssla vanligen var förenad med annan tjänst, var stadskassören i de större chef för ett stadens kassakontor. Stadskassören var en av de kommunala ämbetsmän, som under 1600-talet upptog den gamle stadsbokhållarens sysslor. I Stockholm började denna skillnad med särskild bokhållare och särskild kassör 1644 i samband med reform i stadsbokföringen efter slottsböckernas mönster. Stadskassörens åligganden är för Stockholm beskrivna i drätselnämndens instruktion för dess kammarkontor av den 3 november 1880.